# Bibury Animation Studios
Bibury Animation Studios (japonsky 合同会社バイブリーアニメーションスタジオ, Gódó gaiša Baiburí Animéšon Sutadžio) je japonské animační studio založené 1. května 2017.

## Tvorba

### Televizní seriály
| Rok  | Název                         | Režie           | Od            | Do              | Díly          | Poznámky                                                                      | Zdroje |
| ---- | ----------------------------- | --------------- | ------------- | --------------- | ------------- | ----------------------------------------------------------------------------- | ------ |
| 2019 | Azur Lane                     | Tenšo           | 3. října 2019 | 20. března 2020 | 12            | Založeno na stejnojmenné čínské mobilní hře.                                  | [ 2 ]  |
| 2021 | Gotóbun no hanajome ∬         | Satoši Kuwabara | 8. ledna 2021 | 26. března 2021 | 12            | Pokračování anime seriálu Gotóbun no hanajome.                                | [ 3 ]  |
| 2022 | Black Rock Shooter: Dawn Fall | Tenšo           | duben 2022    | bude oznámeno   | bude oznámeno | Založeno na postavách od Hukeho. V koprodukci se studiem Bibury Animation CG. | [ 4 ]  |
| ???  | Mahó šódžo Magical Destroyers | bude oznámeno   | bude oznámeno | bude oznámeno   | bude oznámeno | Původní dílo.                                                                 | [ 5 ]  |

### Filmy
| Rok  | Název                                              | Režie | Premiéra           | Poznámky                                                          | Zdroje |
| ---- | -------------------------------------------------- | ----- | ------------------ | ----------------------------------------------------------------- | ------ |
| 2019 | Grisaia: Phantom Trigger – The Animation           | Tenšo | 15. března 2019    | Pokračování anime seriálu Grisaia no rakuen.                      | [ 6 ]  |
| 2020 | Grisaia: Phantom Trigger – The Animation Stargazer | Tenšo | 27. listopadu 2020 | Pokračování anime filmu Grisaia: Phantom Trigger – The Animation. | [ 7 ]  |